# Concierto para piano n.º 2 (Field)
El Concierto para piano en la bemol mayor de John Field (H. 31) fue compuesto en 1811 y publicado en su totalidad por primera vez en Leipzig en 1816. Consiste en los tres movimientos habituales, en una forma rápido-lento-rápido:
1. Allegro moderato
2. Poco adagio
3. Rondo: Moderato innocente

Field escribió la pieza en forma de sonata clásica; sin embargo, no incluyó una cadencia al final del primer movimiento debido a su longitud relativa, e hizo que el segundo movimiento fuera bastante corto. Field escribió la composición usando el estilo más lírico, tenue y ligeramente melancólico típico del Mozart tardío, en lugar del alegre "estado de ánimo despreocupado" de Haydn o la exhibición grandilocuente de Beethoven. En particular, parece tener alguna influencia del famoso Concierto para clarinete de Mozart. Además, está impregnado de temas líricos e incluso adornos instrumentales que recuerdan a los de la Irlanda natal del compositor. En tres secciones diferentes del primer movimiento (primero en mi bemol, luego en fa menor y por último en La bemol), una sección lírica con movimientos de arpa en la mano izquierda es seguida por un reel de estilo claramente irlandés que cierra la sección con un trino cadencial al estilo de Mozart. La influencia de su mentor Muzio Clementi (quien aparentemente era un admirador de Mozart) también fue importante, especialmente en los rasgos más románticos de la obra.
Constantemente ha sido el más popular de los siete conciertos de Field. El compositor y crítico Robert Schumann lo calificó muy bien, y fue el único que nunca dejó de publicarse en ningún momento. Las composiciones de Field fueron muy populares en el siglo XIX, pero se volvió relativamente desconocido durante el XX a medida que cambiaban las modas musicales. Debido a esto, Field no es tan conocido como contemporáneos como Felix Mendelssohn o Franz Schubert.